# Cuisine du Hubei

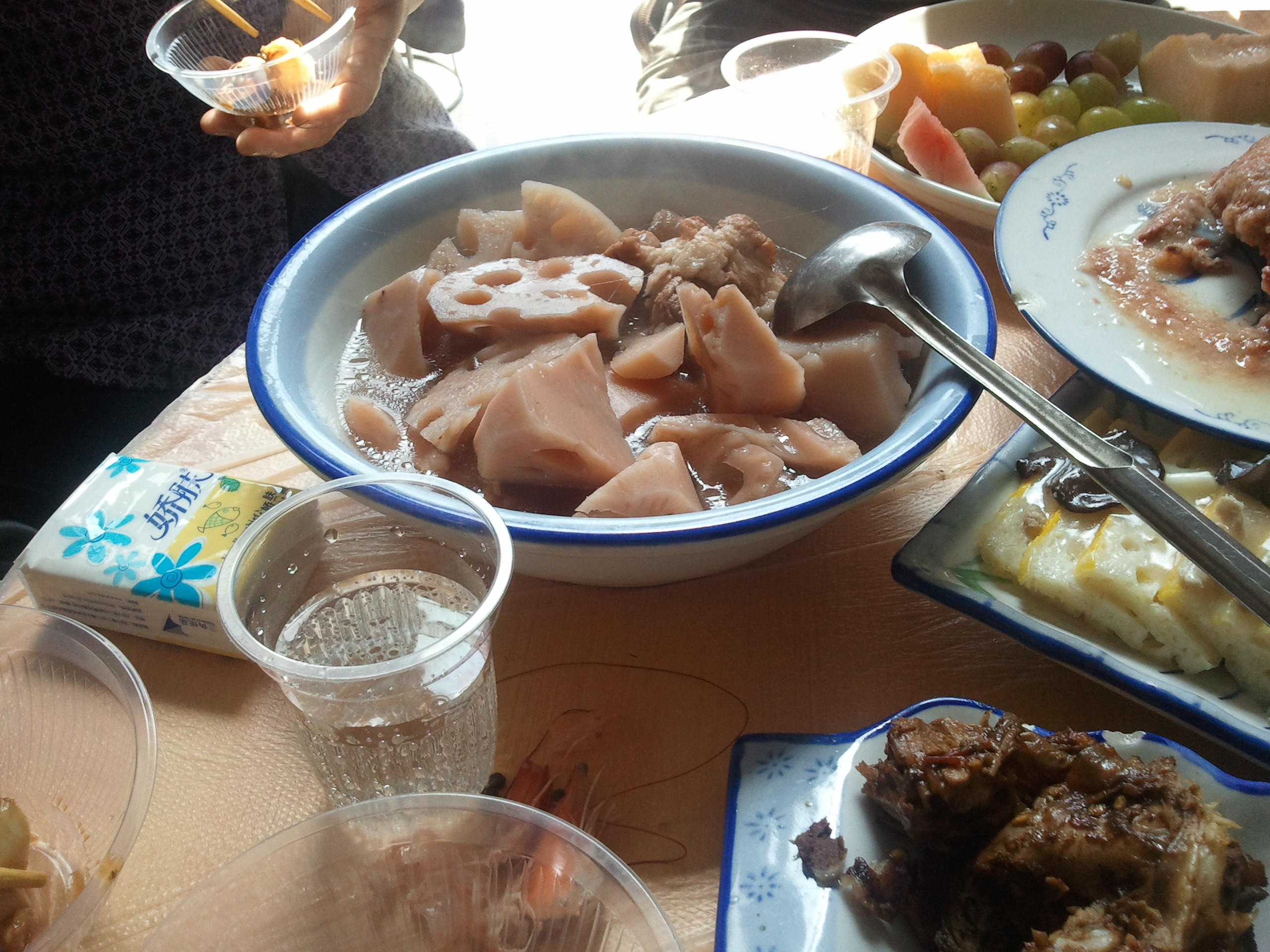
Soupe de racine de lotus, la plante étant emblématique de la province des mille lacs.

La cuisine du Hubei (湖北菜, húběi cài, plus généralement appelée 鄂菜, ècài) regroupe l'ensemble des cuisines de la province de Hubei (湖北, húběi). Hubei est une province du centre de la Chine, située au nord du lac Dongting. Le chef-lieu est Wuhan (武汉, wǔhàn). Le centre et l'est du Hubei sont dominés par la plaine de Jianghan tandis que l'ouest et les périphéries sont très montagneux. Le fleuve Yangtze entre dans le Hubei par l'ouest via les Trois Gorges. Mille lacs parsèment le paysage. Il fait froid l'hiver (1-6 °C), et chaud l'été (24-30 °C) avec des pointes d'environ 40 °C, surtout dans la ville de Wuhan.
Le Hubei est souvent appelé « la terre du poisson et du riz » (鱼米之乡, yú mǐ zhī xiāng). Un trait important de cette cuisine est l'association du poisson avec d'autres ingrédients, par exemple l'anguille et le poulet, plat joliment appelé « le mariage du dragon et du phénix ». Les deux méthodes principales de cuisson se trouvent dans les plats à la vapeur et les plats mijotés. On utilise plus de sucre que dans d'autres régions de Chine. Le mets peut-être le plus célèbre de la cuisine du Hubei est la brème de Wuchang, cuite à la vapeur.
Ècài (鄂菜) est divisée en trois styles distincts :
- style de Wǔhàn : connu pour ses techniques de préparation de poisson d'eau douce et de soupes.
- style de Huángzhōu : plus huileux que les autres styles, et souvent salé.
- style de Jīngzhōu : spécialité de cuisson à la vapeur, en particulier le poisson.

On surnomme également cette province, la province des mille lacs, le lotus y est abondant et considéré comme le meilleur de Chine, c'est donc également un ingrédient important dans la cuisine de Húběi. En particulier, des soupes de morceaux de racine de lotus y sont servies assez souvent, mais l'on peut également trouver dans certains restaurants de Wuhan du foie d'oie entre deux tranches de racine de lotus frites.

## Plats représentatifs

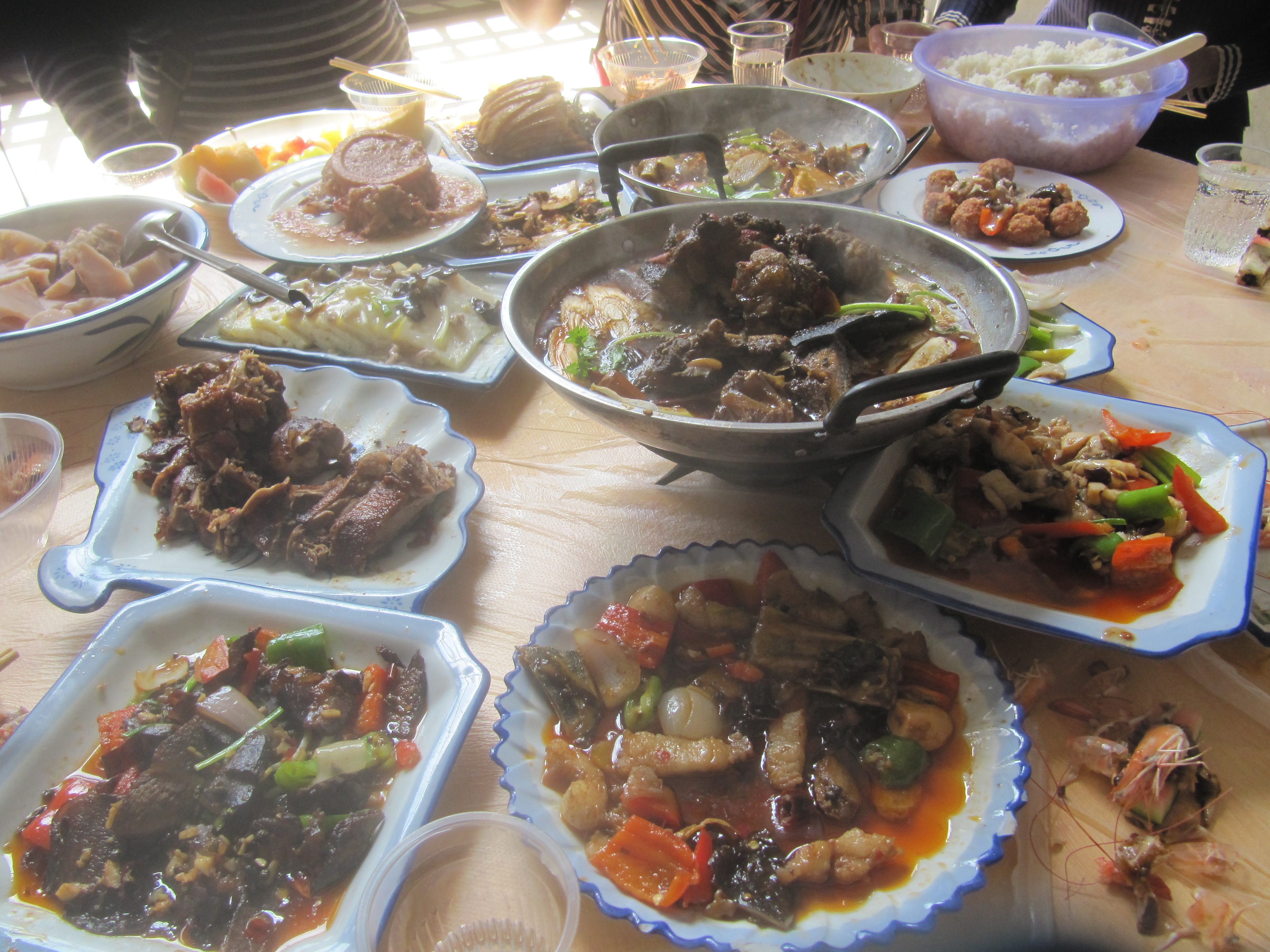
Divers plats de la cuisine de Hubei

- Poisson de la rivière Yangtze (长江鱼, chángjiāng yú).
- Crabe d'eau douce (淡水螃蟹, dànshuǐ pángxiè).
- Carpe herbivore à la sauce rouge (紅燒草魚, hóng shāo cǎoyú).
- Concombre de mer aux huit trésors (八只珍宝海参, bā zhǐ zhēnbǎo hǎishēn).
- Mariage du dragon et du phénix (龙凤婚姻, lóngfèng hūnyīn).
- Trois mets délicats (poisson, porc, poulet) à la vapeur de Miǎnyáng (沔阳蒸三纤巧, miǎnyáng zhēng sān xiānqiǎo).
- Soupe au poulet wangji (王記汤鸡, wáng jì tāng jī).
- Porc Dongpo de Huángzhōu (黄州东坡肉, huángzhōu dōngpō ròu), variante originale de la recette de Dōngpō ròu de Hangzhou, dans la province de Zhejiang.
- Porc aux mille tranches (一千被切的猪肉, yīqiān bèi qiēde zhūròu).
- Mouton aux dattes chinoises douces (甜枣和羊肉, tián zǎo hé yángròu).
- Champignon pied-de-mouton de Wudang (武当猬蘑菇, wǔdāng wèi mógū).
- doufu wanzi (chinois : 豆腐丸子 ; pinyin : dòufu wánzi ; litt. « boulettes de tofu »), boulette de tofu en soupe.

### Spécialités de Wuhan
- Brème de Wuchang (武昌鱼, wǔchāng yú).
- Nuomiji (糯米鸡, nuòmǐjī, « poulet au riz gluant »).
- Re gan mian (热干面, rè gān miàn, « nouilles sèches chaudes »), nouilles avec sauce sésame, piment, coriandre.

### Spécialités de Jingzhou

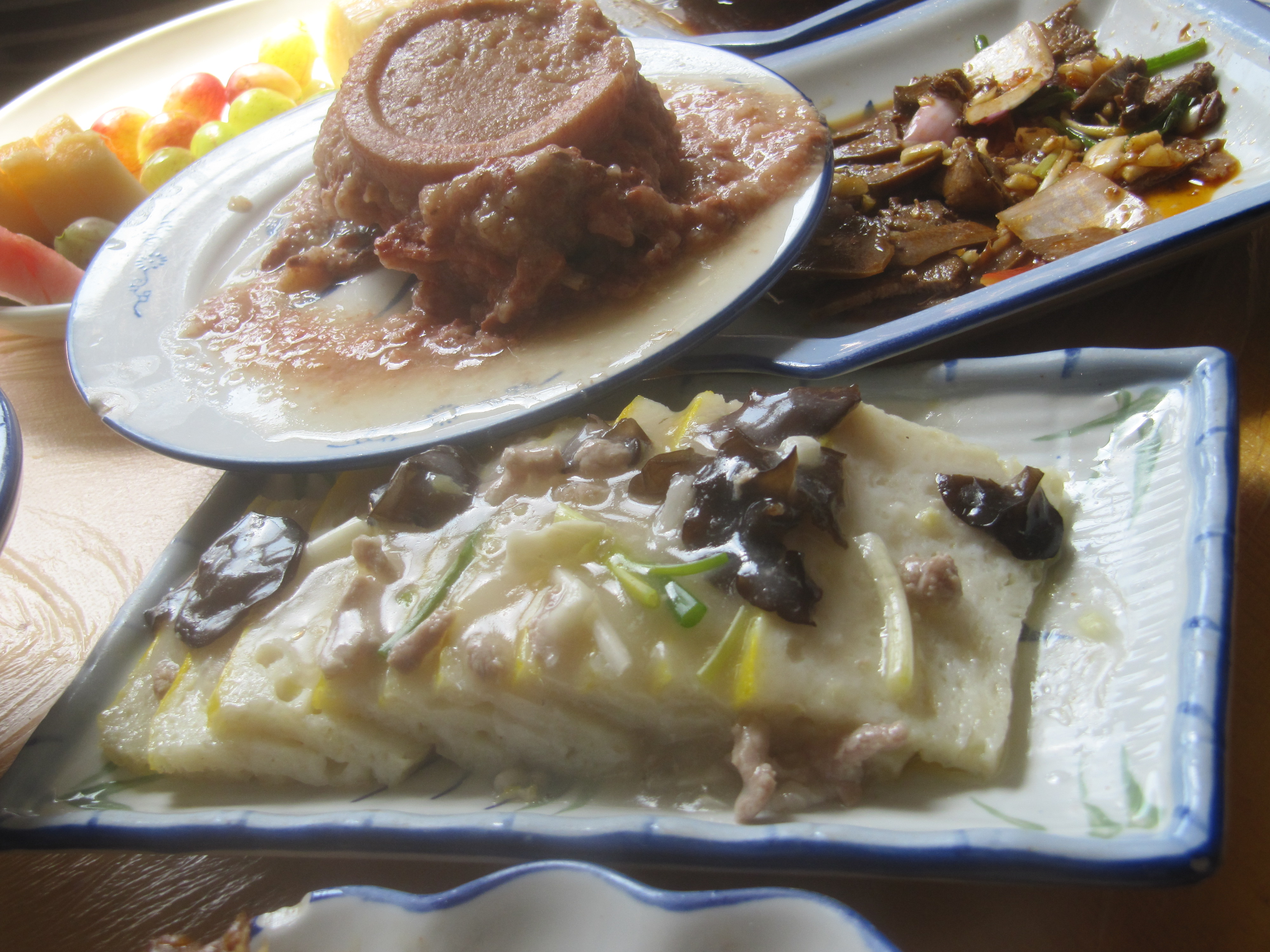
Fenzheng rou en haut et yugao en bas.

- Fenzheng rou (粉蒸肉, fěnzhēngròu), mélange de farce de viande de porc et de farine riz cuit à la vapeur.
- Xiaohuya (小胡鸭, xiǎohúyā, « canard de la petite Hu »), ensemble de spécialités de canard.
- Yugao (鱼糕, yúgāo, « gâteau de poisson ») ou (蒸鱼糕, zhēng yúgāo), tranches de chair de poisson, à mi-chemin entre le surimi et la terrine de poisson.

### Xiǎochī

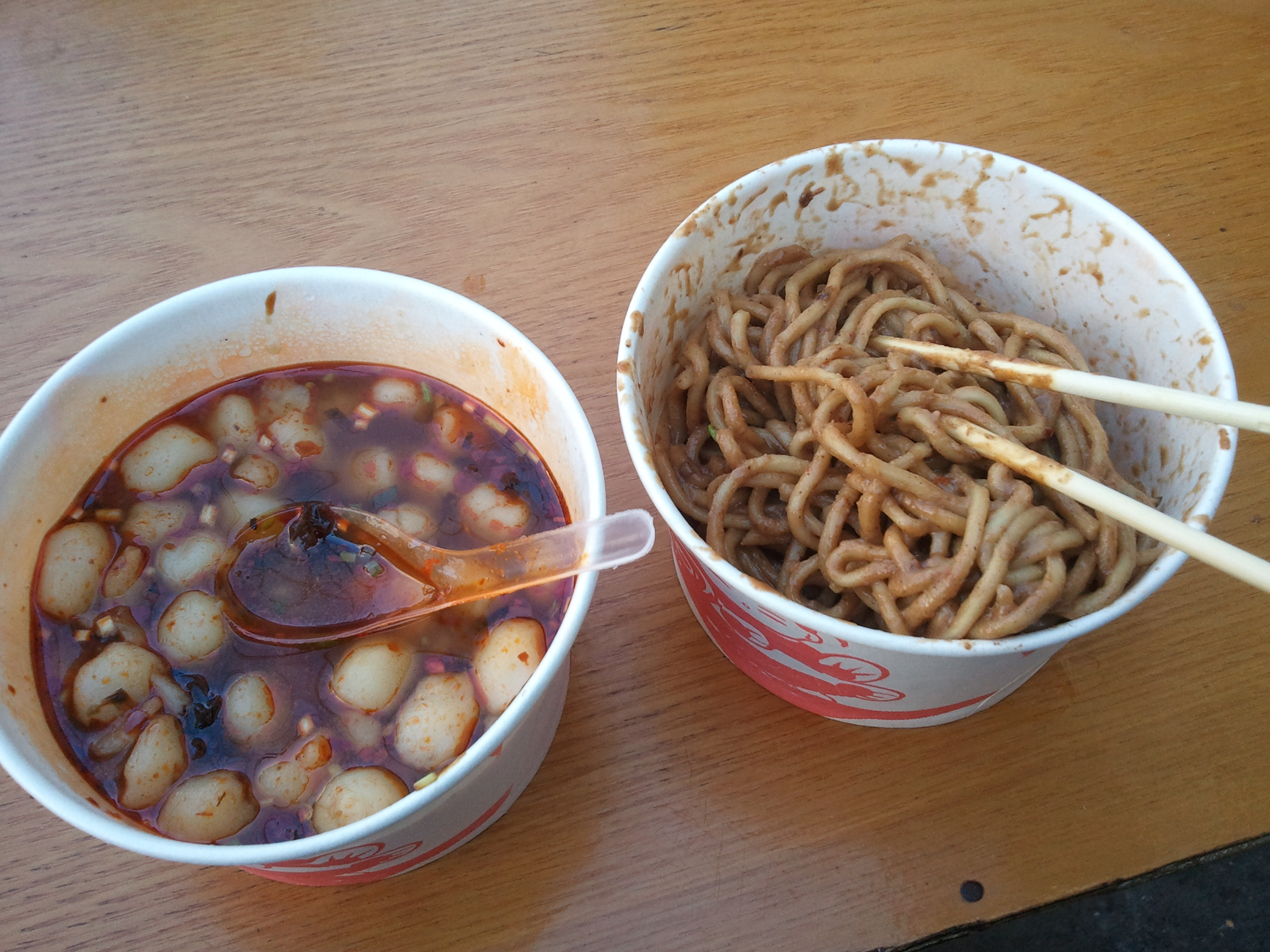
Boulettes de tofu et nouilles chaudes et sèches à Shashi (Jingzhou).

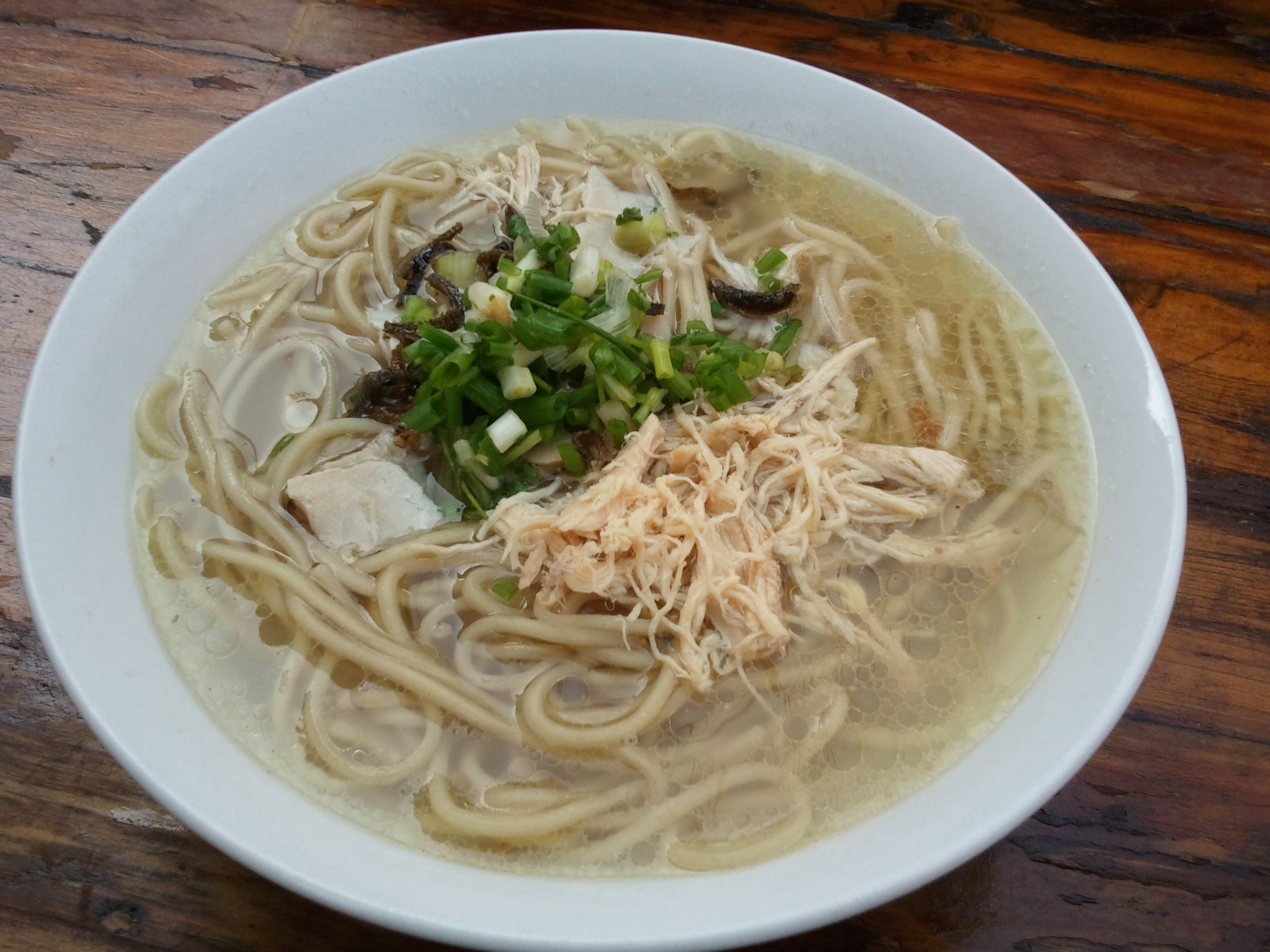
Nouilles de Dalian.

Les xiǎochī (小吃, signifie littéralement « petit mangé » ou « collation ») sont des plats qui sont pris principalement au petit déjeuner, mais qui peuvent être également consommés n'importe quand dans la journée. Les échoppes proposant ce genre de plats sont nombreuses dans toutes les villes de la province. Ils peuvent également être servis dans des restaurants plus haut de gamme.
- Nouilles chaudes et sèches (热干面, rè gān miàn), une des variantes de nouilles très proche du dàndàn miàn (担担面) du Sichuan. Il s'agit de nouilles mélangées avec de la pâte de sésame (proche de la tahina), du piment, de la sauce aux haricots noirs et de la coriandre fraîche.
- Nouilles de Dalian (大连面, dà lián miàn).
- Boulettes de tofu (豆腐丸子, dòufu wánzi), servies en soupe.